# Cavalier poets
Cavalier poets is de benaming voor een groep Engelse dichters, afkomstig uit de kringen die koning Karel I steunden in de periode voorafgaande aan en tijdens de Engelse Burgeroorlog. Veel van hen waren hovelingen.
Zij onderscheidden zich in onderwerp en toonzetting van een andere dichtersschool uit de 17e eeuw, die van de Metaphysical poets, met John Donne als bekendste vertegenwoordiger. Waar de laatste groep vaak filosofische en religieuze thema's koos, gebruikten de Cavaliers meest lichtvoetiger en wereldse onderwerpen, al zijn er in beide groepen uitzonderingen.
Tot de bekendste vertegenwoordigers horen Ben Jonson, Robert Herrick, Richard Lovelace, Thomas Carew en John Suckling. Ook het vroege werk van de metafysische dichter Andrew Marvell wordt er soms toe gerekend.
De term 'cavalier' werd als scheldnaam voor de royalisten geïntroduceerd door Karels tegenstanders in het parlement, maar werd vervolgens een geuzennaam.